# Сідзукуїсі

39°41′46″ пн. ш. 140°58′32″ сх. д. / 39.69611° пн. ш. 140.97556° сх. д.
Сідзукуї́сі (яп. 雫石町, しずくいしちょう, МФА: [ɕid͡zu̥ku.iɕi t͡ɕoː]) — містечко в Японії, в повіті Івате префектури Івате. Станом на 1 жовтня 2007 площа містечка становила 609,01 км². Станом на 1 вересня 2008 населення містечка становило 18 605 осіб.